# General Galarza
General Galarza is een plaats in het Argentijnse bestuurlijke gebied Gualeguay in de provincie  Entre Ríos. De plaats telt 4150 inwoners.